# Hamptjärnen (Umeå socken, Västerbotten, 707952-170926)
Hamptjärnen är en sjö i Umeå kommun i Västerbotten och ingår i Åhedåns avrinningsområde inom Umeälven-Hörnåns kustområde.